# 阿薩巴省
阿薩巴省（阿拉伯语：‎）是毛里塔尼亞南部的一個省份，南鄰馬里。面積36,600平方公里，2000年估計人口242,265人。首府基法。
下分5區。
1. ↑  Office National de la Statistique, Nouakchott
2. ↑  . hdi.globaldatalab.org.   [2018-09-13] （英语）.